# Луна 1960А
Луна 1960A, (Луна Е-3 № 1) или Е-3 № 1, означавана още и като Луна 4А е съветски космически апарат, унищожен при провал в изстрелването през 1960 г. Сондата е част от космическа програма Луна, която има за цел изучаване на Луната. Сондата е първата от общо два космически апарати от тип Е-3. Основната задача на станцията Е-2Ф (на старта получава индекса Е-3), е фотографиране обратната страна на Луната. Това става по специална траектория на прелитане, при която лъчите на Слънцето, падат косо върху повърхността и осветявайки подробности от релефа, невидими при друг ъгъл на осветяване.

## Полет
Луна 1960А е изстреляна с ракета-носител Луна 8К72 I-9 от космодрума Байконур, площадка 1/5. Първите две степени работят нормално, но третата степен (блок „Е“) се включва 3 секунди по-рано от разчетното време. Оказва се, че резервоарът на третата степен е зареден наполовина с гориво. По тази причина е достигната скорост от около 130 м/с. Станцията се издига до около 200 км височина и пада на Земята.